# Margot Valle Ferreira
Margot Valle Ferreira (1971) es una botánica, curadora y profesora brasileña.
Desarrolla actividades académicas e investigativas como profesora en Ciencias Biológicas de la "UniverCidade". Tiene experiencia en el área de la taxonomía de fanerógamas; y es profesora de Ciencias, en la Escuela Primaria II del Municipio de Río de Janeiro-RJ. Posee, en 2006, un posgrado en Terapias Naturales y holística, por la Universidad Castelo Branco.
En 1993, obtuvo el diploma de Ciencias Biológicas, por la Sociedad Educacional Profesor Nuno Lisboa (SEPNL); para obtener la maestría en Biología Vegetal por la Universidad Federal de Río de Janeiro, defendió la tesis Revisión taxonómica del género Macroditassa Malme (Asclepiadaceae) de Brasil en 1999.

## Algunas publicaciones

### Revistas con referato
- ARAUJO, D. S. D. ; PEREIRA, J. F. ; SÁ, C. F. C de ; FERREIRA, M. V. 2009. Área de proteção ambiental de Massambaba, Rio de Janeiro. Rodriguesia 60: 67-96
- PEREIRA, J. F. ; FERREIRA, M. V. 2005. O gênero Macroditassa (Apocynaceae Asclepiadoideae) no Brasil. Bonplandia (Corrientes) 14: 7-37
- -------------------- ; ---------------. 1998. Contribuição ao Estudo das Asclepiadaceae Brasileiras. XXX. Novas Espécies, ocorrências e combinação. Bradea (Rio de Janeiro) 8: 101-106
- SIQUEIRA ; FERREIRA, M. V. 1995. As famílias Amaranhaceae e Phytolaccaceae da restinga da Área de Proteção Ambiental de Massambaba, Rio de Janeiro. Eugeniana 21: 1-14

### Capítulos de libros
- PEREIRA, J. F. ; KONNO, T. U. P. ; PEREIRA, F. C. ; SALES, V. A. C. ; FERREIRA, M. V. 2005. Asclepiadaceae. en: Wanderley, M.G.L.; Shepherd, G.J.; Melhem, T.S.; Giulietti, A.M. (orgs.) Flora Fanerogâmica do Estado de São Paulo (Asclepiadaceae). FAPESP 4: 93-156
- ------------------- ; SANTOS, L. B. ; FERREIRA, M. V. ; et all. . Asclepiadaceae. In: Cavalcanti, T.B.; Ramos, A. E.. (Org.). Flora do DIstrito Federal: Asclepiadaceae. Brasília-DF: Embrapa Recursos Genéticos e Biotecnologia, 2003, v. 3, p. 65-123.
- ------------------- ; SANTANA, I. C. 2001. Phytolaccaceae. En: Costa, A. F. da; Dias, I. C. A. (orgs.) Flora do parque nacional da restinga de Jurubatiba e Arredores, Rio de Janeiro, Brasil: Listagem, Florística e Fitogeografia Angiospermas, Petridófitas e Algas Continentais. Rio de Janeiro-RJ: Museu Nacional do Rio de Janeiro - UFRJ, 8: 113-113.
- ------------------- ; -----------------------. 2001. Dilleniaceae. En: Costa, A. F. da & Dias, I. C. A. (orgs.) Flora do parque nacional da restinga de Jurubatiba e Arredores, Rio de Janeiro, Brasil: Listagem, Florística e Fitogeografia Angiospermas, Petridófitas e Algas Continentais. Rio de Janeiro-RJ: Museu Nacional do Rio de Janeiro - UFRJ, 8: 63-63
- ------------------- . 1997. Phytolaccaceae. En: Marques, M. C. M. (org.) Mapeamento da Cobertura Vefetal e Listagem das Espécies Ocorrentes na Área de proteção Ambiental de Cairuçu, Município de Parati, RJ. Rio de Janeiro-RJ: Instituto de Pesquisa Jardim Botânico do Rio de Janeiro, pp. 76-76
- ------------------- ; SALLES, V. A. C. de. 1996. Leguminosae. en: Pereira, J. F. (org.) Tipos Nomenclaturais do Herbarium Bradeanum. Herbarium Bradeanum. Rio de Janeiro-RJ: Herbarium Bradeanum- RJ, 1: 38-43

## Membresías
- de la Sociedad Botánica del Brasil[4]
- Plantas do Nordeste[5]